# Post-rock
Post-rock és un terme que va ser utilitzat per primera vegada per Simon Reynolds en una edició de la revista The Wire (el maig del 1994) per descriure el so d'algunes bandes de rock, que utilitzen instruments propis del rock, però incorporant ritmes, harmonies, melodies, timbres i progressions harmòniques que no es troben dins de la tradició del gènere. La majoria de les seves bandes produeixen música purament instrumental. Tot i així, molts sostenen que l'ús del terme no és adequat: per exemple, es fa servir per parlar de la música de Tortoise igual que la de Mogwai, dues bandes que tenen poc en comú (tret que la seva música és principalment instrumental).

## Origen del terme
El terme «post-rock» va ser establert pel crític Simon Reynolds a la seva ressenya de l'àlbum Hex de Bark Psychosis, pulicat a l'exemplar del març del 1994 de la revista Mojo. Reynolds va aprofundir en aquesta mateixa idea a l'exemplar del maig del 1994 de la revista The Wire. 
Potser l'àrea realment provocativa per un desenvolupament futur de la música jeu... al rock cyborg; no en una abraçada incondicional a la metodologia Techno, però sí algun nivell d'interacció entre l'acompliment musical en directe, amb instruments reals i l'ús d'efectes i millores digitals. (Simon Reynolds)
A una entrada al juliol de 2005 al seu bloc, Reynolds va declarar que havia utilitzat el terme «post-rock» abans de publicar-lo a Mojo, a un diari de música anomenat Melody Maker. Més endavant també va declarar que es va adonar que el terme no va ser creació pròpia, publicant al seu bloc que «tot i que jo genuïnament vaig pensar que estava establint el terme, he descobert que aquest ha estat flotant a l'ambient per més d'una dècada». El terme també va ser utilitzat per James Wolcott a un article de 1979 sobre Todd Rundgren, tot i que Wolcott el va utilitzar amb un significat completament diferent. El terme també va ser utilitzat a «The Rolling Stone Album Guide» per denominar un estil musical semblant a l'avant-rock.

## Història

### Precedents del gènere
A la dècada de 1960, el post-rock pren una gran influència de la banda finesa The Velvet Underground i el seu estil dronescape; també de Pink Floyd i el seu estil experimental, que segons Reynolds «defineix aproximadament el cinquanta per cent de l'activitat post-rock actual».
El grup britànic Public Image Ltd (PiL)va ser una banda pionera del gènere, descrita per la revista NME com «probablement la primera banda de post-rock». El seu segon àlbum Metal Box, de 1979, va abandonar gairebé les estructures tradicionals del rock en favor d'un so més dens, repetitiu i inspirat en el krautrock. 

### Anys 1990
El terme «post-rock» va ser originàriament utilitzat per descriure la música de bandas com Cul de Sac, Stereolab, Laika, Disco Inferno, Moonshake, Seefeel, Bark Psychosis, i Pram, encara que, sovint, també es va utilitzar per descriure una varietat de música creada abans del 1994, influenciada pel jazz, el krautrock i la música electrònica.
Una de les bandes que va influenciar al moviment va ser Talk Talk, que originàriament era una banda de synth pop que pertanyia al moviment New Romantic (més coneguda per èxits com «It’s My Life» i «Such a Shame»), però que des del seu tercer àlbum es va moure en una direcció completament diferent, i que amb Spirit of Eden i Laughing Stock va introduir un so minimalista basat en textures inspirades en el jazz i l'ambient, amb cançons més llargues i atmosfèriques. Slint també va ser molt influent amb l'àlbum Spiderland, editat al 1991.
Tortoise va ser una de les bandes fundadores del moviment. Després del seu segon LP, Millions Now Living Will Never Die, la banda es va convertir en un icona del post-rock. Moltes bandes (com Do Make Say Think) van començar a gravar música inspirada per Tortoise, i van ser descrites com post-rock.
A finals dels anys 1990, Chicago, Illinois, es va tornar el centre de molts grups importants. John McEntire (de Tortoise), igual que Jim O’Rourke (de Brice-Glace, Gastr del Sol i altres bandes) es van convertir en importants productors de diferents bandes del gènere. 
Godspeed You Black Emperor (després reanomenada «Godspeed You! Black Emperor») i Mogwai estaven entre les bandes més influents de l'escena que va sorgir a l'època. El post-rock va començar a abastar des del so lent i atmosfèric basat en les guitarres de Boxhead Ensemble, al rock de Radiohead, fins l'electrònica d'Stereolab.
Una altra de les localitzacions més importants dins el moviment post-rock es Montreal, on Godspeed You! Black Emperor i altres bandes semblants com Do Make Say Think, A Silver Mt. Zion i Fly Pan Am entre d'altres, graven i llençen els seus discos a través de Constellation Records, una de les discogràfiques més importants del gènere. 

### Anys 2000
A principis del 2000, el terme «post-rock» es va tornar controvertit perquè molts crítics van condemnar el seu ús. Fins i tot bandes considerades part del moviment com Cul de Sac, Tortoise i Mogwai van començar a refusar el terme. La gran quantitat d'estils que el terme cobria van fer que el mateix perdés gran part de la seva utilitat. Bandes com My Bloddy Valentine són freqüentment considerades part del «post-rock» a conseqüència de l'ús excessiu del terme quan es caracteritzen bandes amb un aspecte més «experimental».
Algunes bandes relativament «comercials» com Yourcodenameis:milo i Hope Of The States van adoptar l'enfocament compositiu de bandes com Mogwai. No obstant això, el moviment no ha sigut massa influent en el mainstream. Bandes com Akira, Red Sparowes i Agents in Panama segueixen sent prt de l'underground. Cal destacar el reconeixement rebut de certes bandes com la islandesa Sigur Rós, Explosions in the Sky, Pelican, I’msonic Rain, y Mono, ja que han anat pujant de popularitat amb els anys.
Tot i les crítiques a l'ús del terme, encara sorgeixen bandes de post-rock: 65daysofstatic, Youthmovies, Austin TV, Aurora Somnia, MojiMoji, AMBR o Parahelio, Kermit, Oso de Hielo, La Oveja Eléctrika, Way 98 que s'obren pas en l'escena de post-rock de Llatinoamèrica cap al món, mantenint encara els principis fonamentals del gènere.

## Característiques musicals
El so post-rock pot incorporar una gran varietat de gèneres musicals, entre els quals destaquen el rock progressiu, la música electrònica, la música experimental i el jazz. Les primeres bandes del gènere van incluir una influència molt forta del krautrock de la dècada del 1970, un dels subgèneres més significatius del rock progressiu, particularment prenent elements del «motorik», el ritme característic del krautrock. L'enfocament, que fa èmfasi en el treball instrumental i les textures sonores, es similar al que tenia inicialment la música new age, la qual va derivar de la tradició moderna del folk.
Les composicions de post-rock usualment fan ús de la repetició d'arranjaments musicals, i de delicats canvis de ritme i de dinàmica. En algunts punts, el post-rock és similar a la música de Steve Reich, Philip Glass i Brian Eno, pioners de la música minimalista. Típicament, els temes musicals de post-rock són de llarga durada i instrumentals, contenint estructures repetitives de timbre, dinàmica i textura.
Generalment, no hi ha veus cantades en les composicions de post-rock. Tanmateix, això no vol dir necessàriament que la veu humana estigui totalment absent. Quan s'inclouen veus, el seu ús no és tradicional. Algunes bandes del gènere inclouen veus com a elements únicament instrumentals i incidentals amb el so, en lloc d'un ús més «net», on la veu és clarament interpretable i s'utilitza per donar un sentit poètic i líric a la cançó. Sigur Rós, una banda coneguda pel seu ús distintiu de veus cantades a les seves composicions, va fabricar un llenguatge anomenat hopelandic («idioma de la Terra de l'Esperança»), que va ser descrit per la banda com «una forma de galimaties que encaixa en la música actuant com un altre instrument més». 

## El post-rock a Catalunya
A Catalunya, els primers àlbums de post-rock es van publicar a principis del 2000, de la mà dels tarragonins Pupille i els barcelonins 12twelve. Actualment, els grups més destacats de l'escena catalana són Syberia i Böira, de Barcelona i el Baix Llobregat, respectivament, a més d'altres bandes com BLAK, de Roda de Ter, o Audiolepsia, també del Baix Llobregat.